# Epigomphus subsimilis
Epigomphus subsimilis је инсект из реда Odonata.

## Угроженост
Ова врста се сматра угроженом.

## Распрострањење
Ареал врсте је ограничен на Костарику.

## Станиште
Станишта врсте су шуме, поља кукуруза, мочварна подручја, речни екосистеми и слатководна подручја.